# Triana (Alabama)
Pour les articles homonymes, voir Triana.
Triana est une municipalité américaine située dans le comté de Madison en Alabama.
Selon le recensement de 2010, sa population est de 496 habitants, majoritairement afro-américaine. La municipalité s'étend sur 1,27 milles carrés (3,29 km2).
Triana est à l'origine un port creek sur le Tennessee. Elle devient une municipalité en 1819. Un canal est construit pour relier Triana à Huntsville dans les années 1820-30, avant que le port ne perde en importance. La localité doit son nom à Rodrigo de Triana, un marin de Christophe Colomb lors de son premier voyage vers l'Amérique.

## Démographie
| 1880 | 1970 | 1980 | 1990 | 2000 | 2010 |
| ---- | ---- | ---- | ---- | ---- | ---- |
| 146  | 228  | 285  | 499  | 458  | 496  |